# Naughty by Nature
Naughty by Nature es una banda de hip hop nacida en Nueva Jersey (Estados Unidos) en 1989. La banda es más conocida por sus hits "O.P.P." (1991) y  "Hip Hop Hooray" (1993).

## Historia
A finales de los años 1980 nació esta formación estadounidense que en aquellos momentos estaba compuesta por Treach, Vinnie y Kay Gee. En el año 1991 revolucionaron la escena Hip Hop estadounidense con una canción que se convirtió en un himno, "O.P.P.", con el que se lanzaron al estrellato con un buen nivel de éxito y ventas.
Un par de años después, cuando publican el disco "19 Naughty 3", consiguen superar el estigma de grupo de moda y efímero que a otras muchas otras estrellas rápidas del Hip Hop estadounidense les lleva a un seguro y temprano ostracismo. Aquel disco contenía otra canción que se convirtió en un himno: "Hip Hop Hooray". Este nuevo plástico alcanzó el disco de platino en ventas y además tuvo repercusión en todo el mundo.
Con el siguiente trabajo ,"Poverty's Paradise", continúan la racha de éxitos comerciales y logran alcanzar el disco de oro. Además reciben un Grammy al mejor grupo rap de 1995.
En 1999 fichan por Arista, para quienes registran "Naughty 4: Natures force". Alcanzan el disco de platino y se destacan como uno de los grupos más vendedores de la música negra estadounidense en los años 1990: en total habían vendido más de 4 millones de discos.

## Discografía

### Álbumes de estudio
- Independent Leaders (1989)
- Naughty by Nature (1991)
- 19 Naughty III (1993)
- Poverty's Paradise (1995)
- Nineteen Naughty Nine: Nature's Fury (1999)
- IIcons (2002)
- Anthem Inc. (2010)

## Premios y nominaciones
Premios Grammy
| Año  | Trabajo nominado   | Premio                                      | Resultado |
| ---- | ------------------ | ------------------------------------------- | --------- |
| 1992 | "O.P.P."           | Mejor interpretación Rap por un dúo o grupo | Nominado  |
| 1994 | "Hip Hop Hooray"   | Mejor interpretación Rap por un dúo o grupo | Nominado  |
| 1996 | Poverty's Paradise | Mejor Álbum Rap                             | Ganador   |
| 1996 | "Feel Me Flow"     | Mejor interpretación Rap por un dúo o grupo | Nominado  |

American Music Awards
| Año  | Artista           | Premio                              | Resultado |
| ---- | ----------------- | ----------------------------------- | --------- |
| 1992 | Naughty By Nature | Favorite New Artist - Rap / Hip-Hop | Ganador   |
| 1994 | Naughty By Nature | Favorite Rap/Hip-Hop Artist         | Nominado  |
| 1996 | Naughty By Nature | Favorite Rap/Hip-Hop Artist         | Nominado  |